# داسو سوپر میستره
داسو سوپر میستره (به فرانسوی: Dassault Super Mystère) یک هواگرد ساختِ کارخانهٔ داسو اویاسیون در کشور فرانسه است که در سال ۱۹۵۶–۷۷ ساخته شد. نخستین استفاده‌کنندهٔ این هواپیما نیروی هوایی فرانسه بوده است. این هواگرد برای نخستین بار در ۲ مارس ۱۹۵۵ میلادی مورد استفاده قرار گرفت.